# Hōzōin-ryū
Hōzōin-ryū (宝蔵院流?) es un estilo tradicional (Koryū budō) de arte marcial japonés que se especializa en el arte del manejo de la lanza o (sōjutsu). La hōzōin-ryū fue fundada por Hōzōin Kakuzenbō In'ei (宝蔵院 覚禅房 胤栄, 1521-1607) en 1560. Hōzōin Kakuzenbō fue un monje budista del templo Kōfuku-ji en Nara, Japón. Adoraba las artes marciales y practicaba el arte del sable o kenjutsu. Al mismo tiempo, recibió enseñanza de Daizendayu Moritada, un gran maestro de lanza. Bajo su guía, Hōzōin dominó el arte de la lanza.

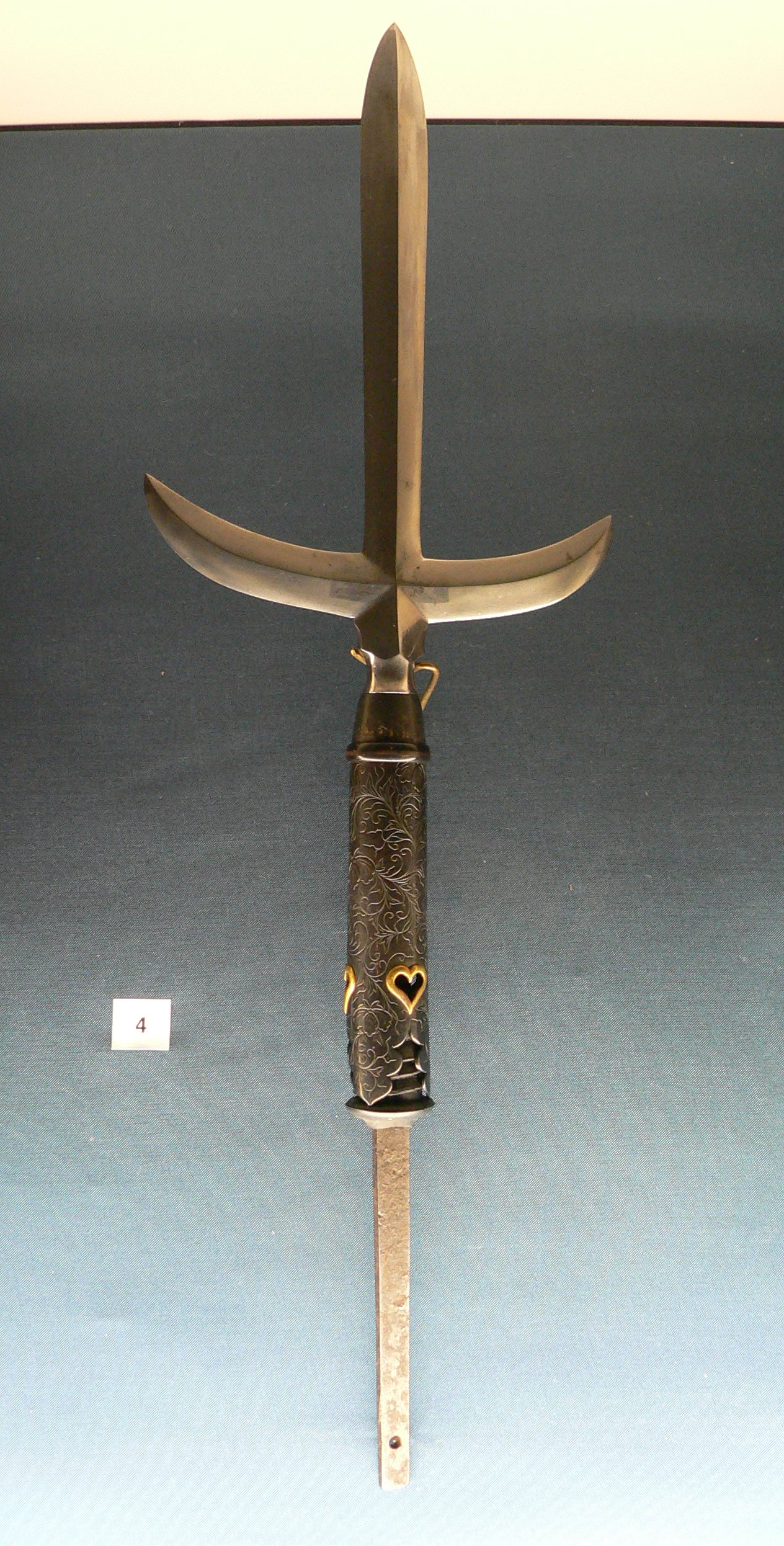
Kama-yari.

Se cuenta en la mitología del estilo que una tarde, al ver la reflexión del brillo de la luna creciente en el lago Sarusawa, el fundador fue inspirado a crear una lanza con una cabeza en forma de cruz. Supuso que sería más efectiva en el combate. Con este nuevo tipo de lanza (conocido como kama-yari 鎌槍), es que fundó el Hōzōin-ryū.
Posteriormente, la enseñanza de Hōzōin-ryū sōjutsu fue heredado por Nakamura Naomasa y luego por Takada Matabei Yoshitsugu. Los tres mejores discípulos de Takada fueron a Edo , actualmente Tokio, a promover su arte. Su reputación alcanzó toda la nación y el número de practicantes aumentó. Así el arte del hōzōin-ryū sōjutsu fue de generación a generación, y varias nuevas técnicas se le añadieron con el tiempo así como nuevos dōjō fueron creados.
Al final del shogunato Tokugawa, (aproximadamente a mediados del siglo XIX) numerosos maestros de hōzōin-ryū sōjutsu eran empleados por el shogunato para el entrenamiento de los guerreros samuráis en varios clanes.
En 1976, el hōzōin-ryū sōjutsu vuelve a la ciudad de Nara. En 1991 Kagita Chubei es nombrado el gran maestro número 20 y dirige la escuela hōzōin-ryū sōjutsu en la actualidad.